# Jadwiga Elżbieta
Jadwiga Elżbieta Karolina szw. Hedvig Elisabet Charlotta (ur. 22 marca 1759 w Eutin, zm. 20 czerwca 1818 w Sztokholmie) – królowa Szwecji i Norwegii.
Rodzicami jej byli książę Oldenburga Fryderyk August I i jego żona księżna Ulryka Fryderyka z Hesji-Kassel. Jako piętnastolatka, 7 czerwca 1774 w Sztokholmie, wyszła za mąż za księcia szwedzkiego Karola, który w wyniku przewrotu pałacowego w czerwcu 1809 r. został królem Szwecji. Małżeństwo, zaaranżowane przez brata pana młodego, króla Gustawa III, zostało zawarte bez entuzjazmu zainteresowanych i oboje małżonkowie pozostali w nim nieszczęśliwi. Karol nie należał do najwierniejszych małżonków: przez wiele lat ciągnął się jego romans z kochanką, hr. Augustą Löwenhjelm, z którą miał syna, Carla (1772-1861). Jadwiga Elżbieta też nie stroniła od pozamałżeńskich przyjemności. Przypisywano jej romans z hr. Axelem von Fersenem, który podobno był również kochankiem Marii Antoniny. 
Po detronizacji Gustawa IV Adolfa Jadwiga Elżbieta została koronowana wraz z mężem w katedrze w Sztokholmie 29 czerwca 1809. W 1814, kiedy Dania została ukarana przez kongres wiedeński za poparcie udzielane Napoleonowi oderwaniem Norwegii i połączeniem tego kraju unią ze Szwecją, Jadwiga Elżbieta do swoich tytułów mogła dodać tytuł królowej Norwegii. Do koronacji w Norwegii jednak nie doszło z powodu stanu zdrowia jej męża. Królowa zmarła 20 czerwca 1818 w Sztokholmie, wkrótce po śmierci Karola XIII. Została pochowana obok męża w kościele Riddarholmen w Sztokholmie.
Dzienniki królowej prowadzone przez cały okres jej pobytu w Szwecji opisują życie na dworze, dają wgląd w ówczesną sytuację polityczną Szwecji.